# 2021년 전미 비평가 협회상
제56회 전미 비평가 협회상은 2021년 최고의 영화를 기리기 위해 2022년 1월에 열린 시상식이다.

## 수상 및 후보

### 작품상
- 드라이브 마이 카 - 하마구치 류스케 수상
- 쁘띠 마망 - 셀린 시아마
- 파워 오브 도그 - 제인 캠피온

### 감독상
- 드라이브 마이 카 - 하마구치 류스케 수상

### 우연과 상상
- 하마구치 류스케 수상
- 파워 오브 도그 - 제인 캠피온
- 쁘띠 마망 - 셀린 시아마

### 여우주연상
- 페러렐 마더스 - 페넬로페 크루즈 수상
- 사랑할 땐 누구나 최악이 된다 - 르나트 라인제브
- 리코리쉬 피자 - 알라나 하임

### 남우주연상
- 드라이브 마이 카 - 니시지마 히데토시 수상
- 파워 오브 도그 - 베네딕트 컴버배치
- 레드 로켓 - 사이먼 렉스

### 여우조연상
- 패싱 - 루스 네가 수상
- 웨스트 사이드 스토리 - 아리아나 데보스
- 로스트 도터 - 제시 버클리

### 남우조연상
- 사랑할 땐 누구나 최악이 된다 - 앤더스 다니엘슨 리 수상
- 티탄 - 뱅상 랭동
- 웨스트 사이드 스토리 - 마이크 파이스트
- 파워 오브 도그 - 코디 스밋 맥피

### 각본상
- 드라이브 마이 카 - 하마구치 류스케 외 1명 수상
- 페러렐 마더스 - 페드로 알모도바르
- 리코리쉬 피자 - 폴 토마스 앤더슨

### 촬영상
- 그린 나이트 - 앤드류 드로즈 팔레르모 수상
- 파워 오브 도그 - 아리 웨그너
- 메모리아 - 사욤브 묵딥롬

### 논픽션 영화상
- 나의 집은 어디인가 - 요나스 포헤르 라스무센 수상
- 프로세션 - 로버트 그린
- 더 벨벳 언더그라운드 - 토드 헤인즈

### 필름 헤리티지상
- Maya Cade 수상
- 베르트랑 타베르니에 수상
- 피터 보그다노비치 수상

### 특별공헌상
- Liz Weis 수상
- Morris Dickstein 수상
- Michael Wilmington 수상

### 특별상
- 랭스로 되돌아가다 - 쟝-가브리엘 뻬리오 수상